# Мусин-Пушкин, Александр Иванович (1827)
Граф Алекса́ндр Ива́нович Му́син-Пу́шкин (10 [22] июня 1827, Санкт-Петербург — 19 декабря 1903 [1 января 1904], Одесса) — русский военачальник, генерал от кавалерии (1890), генерал-адъютант (1874). Командующий войсками Одесского военного округа (1890—1903) и шеф 4-го эскадрона Кавалергардского полка.

## Биография

### Происхождение
Происходил из старинного дворянского рода Мусиных-Пушкиных. Внук действительного тайного советника и обер-прокурора Святейшего Синода графа Алексея Ивановича Мусина-Пушкина (1744—1817) и обер-камергера князя Александра Михайловича Урусова (1766—1853), правнук генерал-майора князя Алексея Никитича Волконского (1720—1781), сын генерал-майора гофмейстера Ивана Алексеевича Мусина-Пушкина (1783—1836) и княжны Марии Александровны Урусовой (1801—1853). Отец умер в 1836 году и в 1838 году мать вышла замуж за А. М. Горчакова, будущего последнего канцлера Российской империи.

### Детство
В юности Александр Мусин-Пушкин вместе с братом Алексеем часто играл в солдаты с графом Львом Толстым, который позднее вывел Александра в своей повести «Детство» под именем Серёжи Ивина. Лев Толстой вспоминал, что это была первая в его жизни любовь:

Его оригинальная красота поразила меня с первого взгляда. Я почувствовал к нему непреодолимое влечение. Видеть его было достаточно для моего счастия; и одно время все силы души моей были сосредоточены в этом желании. Все мечты мои во сне и на яву были о нем: ложась спать, я желал, чтобы он мне приснился; закрывая глаза, я видел его перед собою и лелеял этот призрак, как лучшее наслаждение.

### Служба
Образование Мусин-Пушкин получил в Пажеском корпусе, из которого 14 августа 1847 года был из камер-пажей выпущен корнетом гвардии в Кавалергардский полк. Участвовал в Венгерской компании и Крымской войне. 21 апреля 1849 года произведён в поручики гвардии, 1 июля 1853 года — в штаб-ротмистры гвардии, 17 апреля 1855 года назначен флигель-адъютантом к Его Императорскому Величеству, а 26 августа 1856 года произведён в ротмистры гвардии. 23 апреля 1859 года произведён в полковники гвардии.

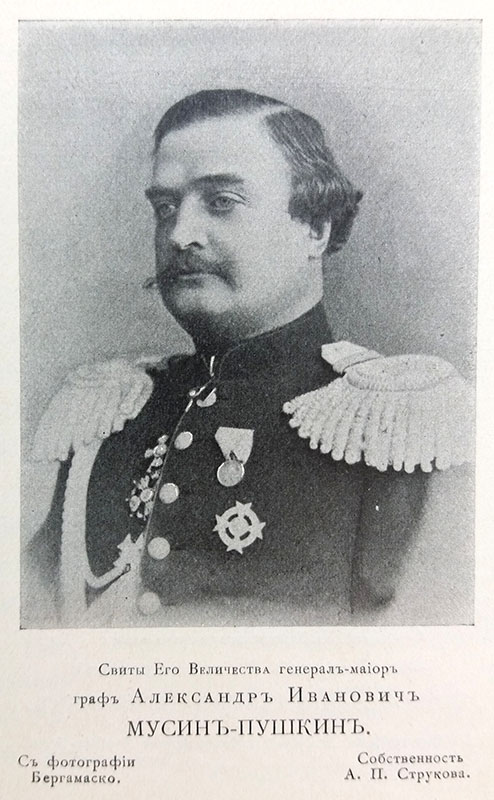
А. И. Мусин-Пушкин. Конец 1860-х

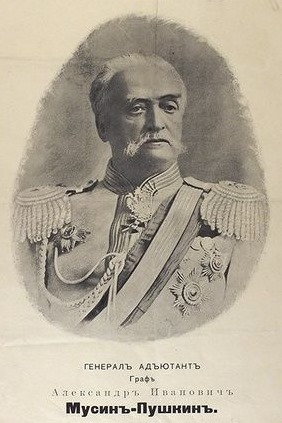
А. И. Мусин-Пушкин, генерал-адъютант. 1890-е

27 января 1866 года был произведён в генерал-майоры, 27 марта того же года зачислен в Свиту Его Императорского Величества и в том же году 7 сентября назначен командиром Кавалергардского полка. С 16 февраля 1868 года также являлся членом Главного комитета по устройству и образованию войск, а с 12 января 1871 года — членом Комиссии по устройству войскового хозяйства при Военном совете Российской империи. Со 2 октября 1873 года, оставаясь командиром Кавалергардского полка, также командовал 1-й бригадой 1-й гвардейской кавалерийской дивизии, но уже 18 декабря того же года был назначен командующим 2-й гвардейской кавалерийской дивизией.
17 апреля 1874 года Высочайше пожалован в генерал-адъютанты к Его Императорскому Величеству. С 27 июля 1875 года — командующий 1-й гвардейской кавалерийской дивизией. 30 августа 1876 года произведён в генерал-лейтенанты, с утверждением в должности начальника дивизии. 21 марта 1881 года назначен командиром 5-го армейского корпуса. 30 августа 1885 года был награждён орденом Святого Александра Невского, а 30 августа 1889 году был удостоен бриллиантовых знаков к этому ордену. 18 июля 1887 года назначен помощником командующего войсками Варшавского военного округа.
30 августа 1890 года произведён в генералы от кавалерии, и 23 октября того же года назначен командующим войсками Одесского военного округа, одновременно являясь председателем Одесского военно-окружного совета. 30 августа 1894 года был Высочайше награждён орденом Святого Владимира 1-й степени, а 1 января 1901 года удостоен высшей награды Российской империи — ордена Святого Андрея Первозванного.
Скончался 19 декабря 1903 года в Одессе, 26 декабря 1903 года исключён из списков в связи со смертью.

## Награды
- Орден Святой Анны 3-й степени (1859 год);
- Орден Святого Станислава 2-й степени (1861 год);
- Орден Святой Анны 2-й степени (1864 год);
- Орден Святого Владимира 3-й степени (1868 год);
- Орден Святого Станислава 1-й степени (1870 год);
- Орден Святой Анны 1-й степени (1872 год);
- Орден Святого Владимира 2-й степени (1879 год)
- Орден Белого орла (1882 год);
- Орден Святого Александра Невского (30 августа 1885 года, бриллиантовые знаки к этому ордену пожалованы в 1889 году)
- Высочайшая благодарность (1890 года);
- Высочайшая благодарность (1893 года);
- Орден Святого Владимира 1-й степени (1894 год);
- Знак отличия беспорочной службы за XL лет (1897 год);
- Высочайшая благодарность и бриллиантовая табакерка с портретом Его Императорского Величества (1898 год);
- Высочайшая благодарность (1900 год);
- Орден Андрея Первозванного (1901 год);
- Дважды Высочайшая благодарность (1902 год)

### Иностранные
- Греческий Спасителя (1857 год);
- Прусский Орден Красного орла 2-й степени со звездой (1873 год);
- Австрийский Орден Железной короны 1-й степени (1874 год);
- Шведский Орден Меча 1-й степени (1875 год);
- Французский большой офицерский крест Почётного легиона (1876 год);
- Датский Орден Данеброга 1-й степени (1876 год);
- Персидский Орден Льва и Солнца 1-й степени (1879 год);
- Черногорский Орден Данило I 1-й степени (1882 год);
- Прусский Орден Красного орла 1-й степени (1890 год);
- Вюртембергский Орден Вюртембергской короны большой крест (1892 год);
- Прусский Орден Красного Орла большой крест (1893 год); бриллиантовые знаки к ордену (1896 год)[11]
- Австрийский Орден Леопольда (1895 год);
- Турецкий Орден Османие 1-й степени с бриллиантами (1895 год);
- Греческий Спасителя 1-й степени (1895 год);
- Болгарский Орден «Святой Александр» (1896 год);
- Китайский Орден Двойного Дракона 1-й степени 1-го класса (1896 год);
- Прусский Орден Чёрного орла (1898 год).

## Семья
Жена (с 29 октября 1854 года) — Ольга Александровна Пашкова (15.08.1835—1928), фрейлина двора, дочь генерал-майора Александра Васильевича Пашкова и Елизаветы Петровны Киндяковой (1805—1854). Скончалась в эмиграции в Версале. В браке имели детей:
- Александр (1856—1907), вологодский и минский губернатор, камергер.
- Иван (1857—1928), кавалергард, дипломат, генеральный консул во Флоренции.
- Елизавета (1859—1941), не замужем, умерла в Париже.
- Софья (30.11.1862, Париж—1958), крестница княгини С. А. Радзивилл, не замужем, умерла в Париже.
- Сергей (1872—1880).